# Heeresmunitionsanstalt Urlau
Koordinaten: 47° 47′ 2″ N, 10° 3′ 56″ O
Die Heeresmunitionsanstalt Urlau (kurz: Muna Urlau) in Urlau, einem Ortsteil von Leutkirch im Allgäu, war eine Munitionsanstalt zur Fertigstellung von Granaten und ein Lager für Munition und chemische Waffen im Zweiten Weltkrieg. Später wurde die Anlage von der Bundeswehr und den US-amerikanischen Streitkräften als Munitions- und Raketenlager genutzt.
Die Muna Urlau wurde Ende September 2007 von der Bundeswehr offiziell außer Dienst gestellt und bis Ende des Jahres 2007 vollständig geräumt. Pläne für ein Großsägewerk scheiterten. Am 1. Oktober 2018 eröffnete Center Parcs den Ferienpark Center Park Allgäu.

## Lage
Das Gelände der Munitionsanstalt liegt östlich des Leutkircher Ortsteils Urlau an der Grenze zwischen Baden-Württemberg und Bayern im sogenannten Urlauer Tann, gut 700 Meter über Normalnull. Die Anlage erstreckt sich über etwa 186 Hektar, wovon 153,5 Hektar auf baden-württembergischem und 32,5 Hektar auf bayerischem Gebiet liegen. 
Das Gelände verfügt über eine Vielzahl von teilweise eingestürzten Bunkern, wobei viele auch noch sehr gut erhalten sind, und wird von einem Straßennetz von rund 17 Kilometern Länge erschlossen. In Urlau bestand bis Ende 2001 ein Verladebahnhof (47° 46′ 59,63″ N, 10° 2′ 36,42″ O) an der Bahnstrecke Herbertingen–Isny. Nachbarort auf bayerischem Gebiet ist Frauenzell, auf baden-württembergischer Seite die Leutkircher Ortsteile Friesenhofen, Allmishofen und Urlau.

## Die Muna im Zweiten Weltkrieg

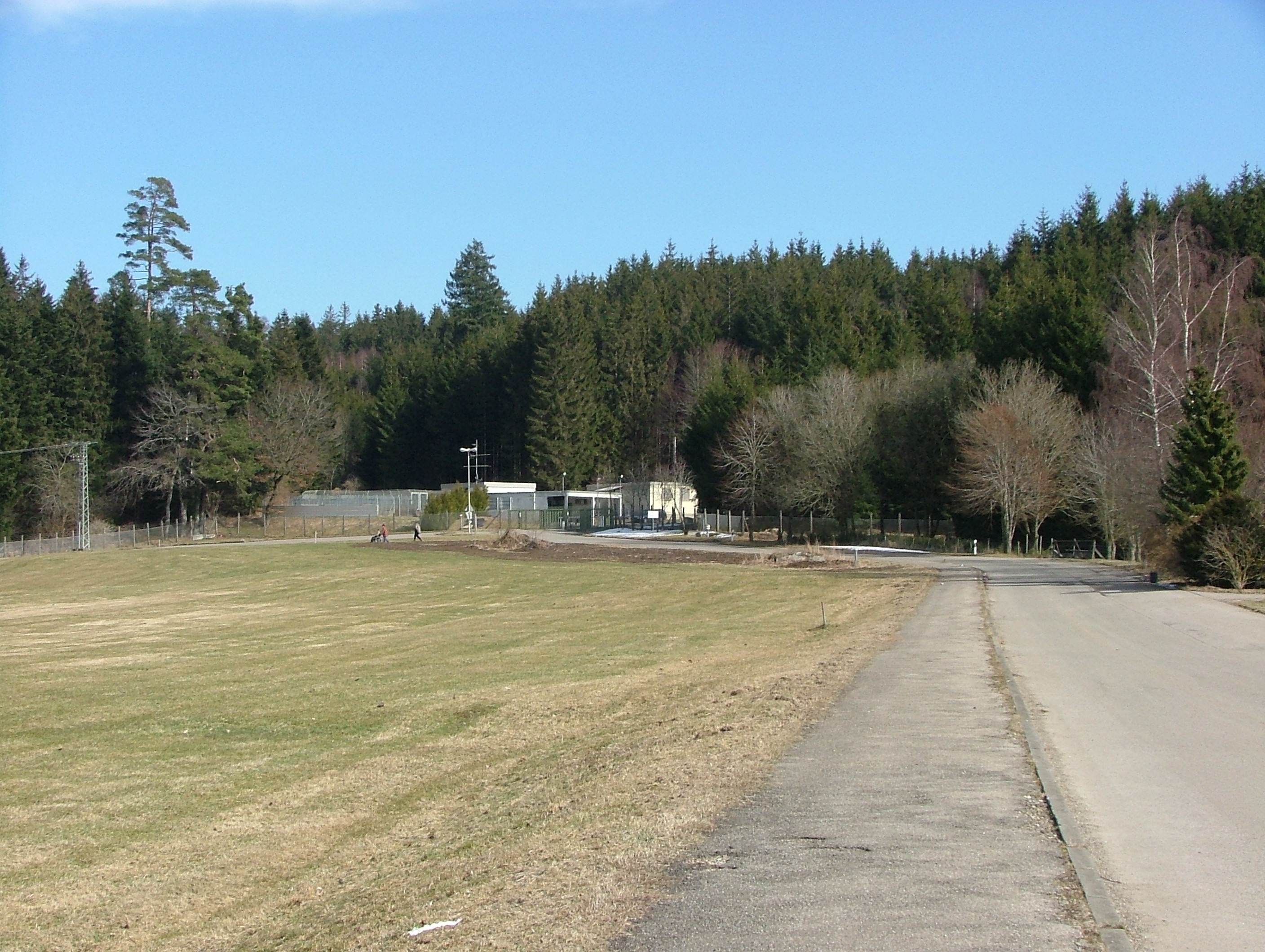
Eingang zur Muna Urlau, Februar 2008

Nach der Enteignung von 83 Bauern aus umliegenden Gemeinden, denen Teile des Geländes damals gehört hatten, wurde ab 1939 die Munitionsanstalt aufgebaut und betrieben. Zunächst wurden in oberirdischen, erdummantelten Bunkern etwa 20.000 Tonnen konventionelle Munition gelagert. Außerdem wurden vom Kriegshilfsdienst, vom Reichsarbeitsdienst, von Zwangsarbeitern und russischen Kriegsgefangenen Granaten für die Wehrmacht endgefertigt.
Ab 1943 wurden dann aus ganz Deutschland Giftgasgranaten und chemische Kampfstoffe, die für die nationalsozialistische Alpenfestung bestimmt waren, nach Urlau gebracht und dort mangels Lagerraum teilweise sogar offen und oberirdisch gelagert. Gelagert wurden in Urlau unter anderem die Kampfstoffe Sarin, Tabun, Phosgen, Adamsit und Senfgas (Lost). Die Vielzahl und Menge der Kampfstoffe, die in Urlau kaum geschützt gelagert waren, hätten bei zwei Anlässen beinahe zu einer großen Katastrophe geführt. 
Bei vereinzelten französischen Luftangriffen, die von den Franzosen später als „Disziplinlosigkeit Einzelner“ bezeichnet wurden, wäre es beinahe zu einer Explosion der gelagerten Stoffe gekommen, diese wäre in ihrer Heftigkeit wohl mit den Atomexplosionen in Hiroshima und Nagasaki vergleichbar gewesen. Die Muna Urlau verfügte über keine eigene Flugabwehr und war auf den Schutz durch Abfangjäger aus Memmingerberg, vom heutigen Flughafen Memmingen, damals noch ein militärischer Flughafen, angewiesen.
Ein zweites Mal standen die Waffen- und Giftgasvorräte in Urlau kurz vor der Explosion: Am 19. März 1945 erließ Adolf Hitler den sogenannten Nerobefehl, laut dem alle militärische Infrastruktur in Deutschland vollständig vernichtet werden sollte, damit sie nicht dem Feind in die Hände fiele. Viele deutsche Militärs scheuten aber die Sprengung der Giftgasvorräte, um den Alliierten keinen Anlass für einen Gegenschlag mit Giftgas zu geben. Hin- und hergerissen zwischen seiner Überzeugung, die Kampfstoffe nicht sprengen zu dürfen und dem Befehl des Führers, dem er Folge zu leisten hatte, und dessen Ausführung von nationalsozialistischen Eiferern, darunter dem Gauleiter Wilhelm Murr gefordert wurde, entschied sich Anstaltsleiter Major Günther Zöller, die gefährlichen Stoffe nicht zur Explosion zu bringen. Zöller wurde von den nationalsozialistischen Machthabern im Falle der Befehlsverweigerung mit der Hinrichtung gedroht, weswegen er zum Schein falsche Sprengtermine verbreiten und immer wieder verlegen ließ. 
An die Bevölkerung wurden Gasmasken und Gasbettchen für Kleinkinder verteilt, Panik und Massenflucht aus den Weilern der Umgebung waren die Folgen. Zöller folgte, anstatt die Sprengung auszuführen, einer umstrittenen Ausführungsbestimmung zum Führerbefehl durch den Leiter des Oberkommandos der Wehrmacht, Wilhelm Keitel, der empfohlen hatte, chemische Kampfstoffe nicht zu sprengen, sondern im Meer zu versenken. 
Trotz in weiten Teilen bereits zerstörter Infrastruktur konnte Zöller mehrere tausend Tonnen der Kampfstoffe per Bahn an die Ostsee transportieren lassen, wo sie im Kleinen Belt versenkt wurden und dort bis heute die Fischbestände schädigen. Das Allgäu wurde so vor einer Katastrophe bewahrt. Zöller schickte den einrückenden Franzosen als Parlamentär den Toxikologen Dr. Friedrich Jung mit einer weißen Fahne entgegen und übergab ihnen am 28. April 1945 die Muna mitsamt verbliebenen 10.000 Tonnen Kampfstoffen und den vorbereiteten Sprengladungen. 
Die Franzosen setzten Zöller daraufhin als Hilfsmajor bei der Entsorgung der verbliebenen Giftstoffe ein, die zum größten Teil in der Nord- und Ostsee versenkt wurden.

## Nachkriegszeit
Nach dem Abzug der Franzosen klagten einige der 1939 enteigneten Bauern auf Rückgabe ihres Landes; ihre Klage wurde jedoch vom Bundesgerichtshof abgewiesen. Die Muna war von 1945 bis 1960 als kampfmittelverseuchtes Sperrgebiet deklariert. Im Zuge der Wiederbewaffnung übernahm die Bundeswehr das Gelände 1959 und richtete in den vorhandenen Bunkern ein Munitionsdepot ein, das 1961 in Betrieb genommen wurde. In den 1960er Jahren wurde dieses zeitgleich auch von der US-Armee als Raketen- und Munitionslager und zu streng geheimen Zwecken genutzt. 
Bis in die 1990er Jahre rollten immer wieder Munitionszüge durch Leutkirch, insbesondere während des zweiten Golfkrieges. Die sich hartnäckig haltenden Gerüchte, in Urlau seien US-amerikanische atomare Sprengkörper gelagert, wurden nie bestätigt. 2007 gab die Bundeswehr den Standort Urlau endgültig auf, auf den Gleisanschluss hatte man bereits Jahre zuvor verzichtet.

## Zwischenzeitlich geplantes Sägewerk
Auf dem baden-württembergischen Teil des Geländes der ehemaligen Munitionsanstalt sollte nach der Freigabe durch die Bundeswehr ein Gewerbegebiet entstehen, das vor allem ein großes Sägewerk der Klenk AG und ein Blockheizkraftwerk beherbergen sollte. Um die Einrichtung eines Gewerbegebietes auf dem Muna-Gelände zu verhindern und insbesondere der zu erwartenden Belastungen durch stark steigendes Verkehrsaufkommen entgegenzuwirken, haben betroffene Bürger die Interessengemeinschaft Hart an der Grenze (auch: Interessengemeinschaft Muna Urlau) gegründet. 
Die Interessengemeinschaft konnte die Änderung des Bebauungsplans nicht verhindern. Bei einem Bürgerentscheid am Sonntag, dem 13. Januar 2008 stimmten die Leutkircher Bürger mit 6372 Stimmen, dies waren 61,3 Prozent der abgegebenen Stimmen, für das Industriegebiet zur Ansiedlung des Großsägewerks. 
Die Klenk AG gab angesichts der Wirtschaftskrise 2008/2009 ihr Vorhaben auf.

## Ferienpark Center Parcs Allgäu
Am 29. Juli 2009 gab die Center Parcs Europe N.V. bekannt, auf dem Gelände der Muna bis 2013 einen Ferienpark mit etwa 800 Arbeitsplätzen errichten zu wollen. 
Am 27. September 2009 votierten die Leutkircher Bürger bei einem Bürgerentscheid mit 11.610 Stimmen (95,1 Prozent der abgegebenen Stimmen) für dieses Projekt. 
Nach einer europaweiten Ausschreibung erfolgte am 2. Mai 2011 der Verkauf an den einzigen Bieter, die Center Parcs Allgäu GmbH, eine Tochter des Konzerns Center Parcs Europe N.V. 
Der Käufer übernahm sämtliche Erschließungsaufgaben von der Kommune und die Räumung und Entmilitarisierung des Geländes. Unterstützt wurde er durch einen Landeszuschuss in Höhe von sieben Millionen Euro. 
Am 30. November 2015 wurde verkündet, dass die Finanzierung der Anlage beschlossen wurde und der Bau bis Ende 2018 fertiggestellt werden soll.
Ende 2015 wurde bekanntgegeben, dass die Finanzierung des gut 250 Millionen Euro schweren Projekts gesichert sei; bis Ende 2018 wurden ungefähr 1000 Ferienhäuser und ein großes überdachtes Zentrum mit Geschäften, Restaurants, Unterhaltungsangeboten und einem großen Bade- und Wellnessbereich fertiggestellt. Nach einem Fehlstart Anfang Oktober 2018 öffnete der Ferienpark Leutkirch / Center Parcs Park Allgäu Ende Oktober 2018 für die Feriengäste. Die restlichen Bauarbeiten wurden bis Ende März 2019 beendet.

## Ausstellung zur Geschichte der Muna Urlau

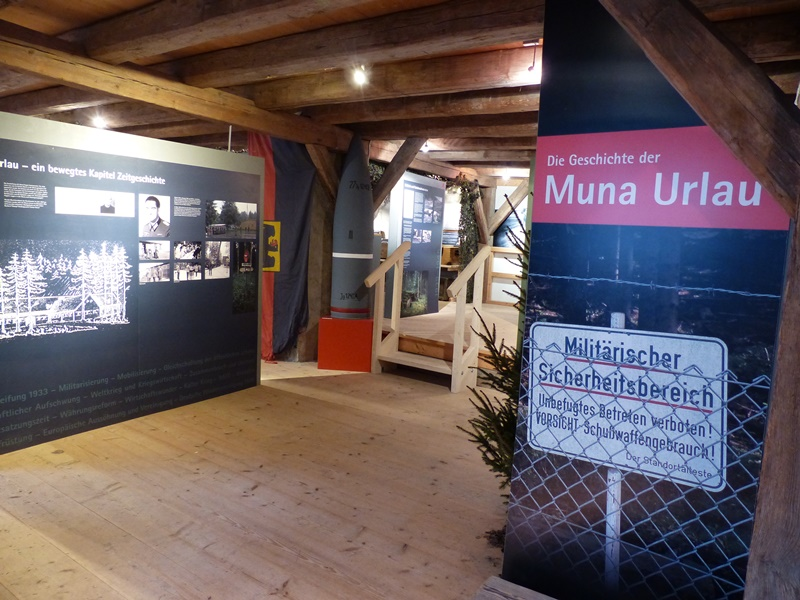
Eingang zur Ausstellung

Der „Arbeitskreis Muna Urlau“ stellt die Geschichte der Muna Urlau seit Herbst 2015 in einer Dauerausstellung im Heimatmuseum in Leutkirch dar.
Schwerpunkte der Ausstellung sind
- der Aufbau und Betrieb der Muna während des Zweiten Weltkrieges.
- die Verhinderung der Sprengung im April 1945.
- die Beseitigung der herkömmlichen Munition und der Kampfstoffmunition durch die Franzosen 1945 bis 1950.
- die Bundeswehrzeit von 1960 bis 2007.
- der Ausblick auf die nachmilitärische Nutzung.

## Trivia
- Im Allgäuer Heimatfilm Daheim sterben die Leut’ (1985) ist der Hauptdarsteller, der Nebenerwerbslandwirt Hans Allgeier, als Wachmann bei der „Muna“ beschäftigt und wird im Verlauf des Films als „Sicherheitsrisiko“ entlassen.
- Das SWR-Dokudrama „Unbekannte Helden — Widerstand im Südwesten“ erinnert in einer Episode an die Geschichte der „Muna Urlau“.[17]